# Lesguià
Lesguià, també dit daguestànic, és una llengua caucàsica del nord-est parlada pels lesguians que viuen al sud del Daguestan (una república de Rússia) i el nord de l'Azerbaidjan.

## Característiques
El lesguià és una llengua del grup txetxenolesguià, del subgrup samurià (amb rutuls, aguls, tsakhur, budukh, khinalug, kryz, dhzek, khaput i udi). Es divideixen en tres dialectes: 
- Kürin o günei, al sud-est del Daguestan, constitueix la base literària, el més estès i es parla a Kurakh, centre cultural econòmic de llur territori i capital de l'antic kanat de Kürin.
- Akhti, al sud-est del Daguestan.
- Kuba, al nord-est de l'Azerbaidjan.

## Estatut
Fou promogut al rang de llengua literària a finals del segle xix, escrita en caràcters àrabs, però l'àrab, que era la seva llengua literària, fou desplaçat pel lesguià després de la Revolució Russa. Els primers intents d'escriure en alfabet ciríl·lic (1904-1905) foren un fracàs total. El 1928 l'alfabet àrab fou substituït pel llatí, i el 1938 pel ciríl·lic.
És una de les nou llengües oficials del Daguestan (en lesguià Daghustandin Respublika), tot i que no és gaire emprada en l'ensenyament. Entre 1920 i 1960 fou usada a l'ensenyament entre els lesguians del Daguestan, i entre el 1920 i el 1939 entre els de l'Azerbaidjan, fins a cinquè. També fou llengua oficial dels agul entre el 1920 i el 1950. Després, però, l'ensenyament es va fer en rus al Daguestan i en àzeri a l'Azerbaidjan. Tot i així, el 98% dels que viuen al Daguestan parlen habitualment el lesguià. Al Daguestan s'edita el diari Lerzgi gazet des del 1928.

## Literatura
Gaudeixen d'una rica tradició oral, però no començaren a emprar la llengua escrita fins a finals del segle xix, influïts per la djadid musulmana i amb escriptors com Etim Emin (1838-1884), autor del poema místic A l'aixecament del 1877. Però no fou fins després de la revolució quan el conreu literari es va estendre, amb autors com Sayf Allah Chobanzade, Hadidji d'Akhti, Shah Emir Maradov, Alibek Fatakhov (1910-1953) amb la novel·la Cadenes trencades (1934), l'ashug Tagir Alimov Khuriugsky (1893-1958) i Suleiman Stal'skiy (1869-1937).